# Jack the Bear
Pour plus de détails, voir Fiche technique et Distribution.
Jack the Bear est un film américain réalisé par Marshall Herskovitz, sorti en 1993.

## Synopsis
John Leary, clown professionnel, doit s'occuper de ses deux enfants à la suite de la mort de sa femme.

## Fiche technique
- Titre : Jack the Bear
- Réalisation : Marshall Herskovitz
- Scénario : Steven Zaillian d'après le roman de Dan McCall
- Musique : James Horner
- Photographie : Fred Murphy
- Montage : Steven Rosenblum
- Production : Bruce Gilbert
- Société de production : 20th Century Fox, American Filmworks et Lucky Dog Productions
- Société de distribution : 20th Century Fox (États-Unis)
- Pays de production :  États-Unis
- Genre : Comédie dramatique
- Durée : 99 minutes
- Dates de sortie : 
  - États-Unis : 2 avril 1993

## Distribution
- Danny DeVito : John Leary
- Robert J. Steinmiller Jr. : Jack Leary
- Miko Hughes : Dylan Leary
- Gary Sinise : Norman Strick
- Art LaFleur : M. Festinger
- Stefan Gierasch : le beau-père
- Erica Yohn : la belle-mère
- Andrea Marcovicci : Elizabeth Leary
- Julia Louis-Dreyfus : Peggy Etinger
- Reese Witherspoon : Karen Morris
- Bert Remsen : Mitchell
- Carl Gabriel Yorke : Gordon Layton
- Lee Garlington : Mme. Festinger
- Lorinne Vozoff : Mme. Mitchell
- Justin Mosley Spink : Dexter Mitchell
- Jahary Bennett : Michael
- Lillian Hightower Domio : Mme. Sampson
- Troy W. Slaten : Edward Festinger
- Jessica Steinmiller : Katie Festinger
- Douglas Tolbert : Ray
- Christopher Lawford : Vince Buccini
- Cliff Bemis : le détective John Marker
- Charles Dugan : M. Strick
- Marion Dugan : Mme. Strick
- Sam Freed : M. Morris
- Dorothy Lyman : Mme. Morris

## Distinctions
Le film a été présenté en sélection officielle en compétition au Festival international du film de Shanghai 1993 et a valu à Reese Witherspoon le Young Artist Award de la meilleure jeune actrice dans un second rôle.